# Musik in Deutschland 1950–2000
Musik in Deutschland 1950–2000 ist eine CD-Dokumentation des Deutschen Musikrates.
Insgesamt 130 CDs zeigen die Geschichte der zeitgenössischen Musik in Deutschland von 1950 bis 2000 auf. Die Musikstile umfassen Angewandte Musik, Konzertmusik, Elektronische Musik, Jazz, Musiktheater und Populäre Musik. Sowohl deutsche Komponisten als auch ausländische mit Wirkungsraum Deutschland wurden in die Kollektion aufgenommen. Das Label Red Seal von Sony Music Entertainment vertreibt die Aufnahmen. Gefördert wird das Projekt von der Beauftragten der Bundesregierung für Kultur und Medien und der Ernst von Siemens Musikstiftung.
- Box 1 Sinfonische Musik (Porträts) (6 CDs)
  - Rückkehr aus dem Exil – Werke von Schönberg, Hartmann, Meyer, Braunfels, Eisler, Hindemith, Butting, Dessau
  - Rundfunk als Mäzen – Werke von Henze, Nono, BA Zimmermann, Rihm, Schenker, Zapf
  - Musiktage Donaueschingen – Werke von Xenakis, Penderecki, Messiaen, Ligeti, Holliger, Lachenmann, Rihm
  - Musikbiennale Berlin – Werke von Kochan, Matthus, Katzer, Zechlin, Goldmann, Kalitzke
  - Klangkompositionen – Werke von Ligeti, Lachenmann, BA Zimmermann, Schenker, Rihm, Goldmann
  - Neue Weltmusik – Werke von Messiaen, Huber, Pagh-Paan, W. Zimmermann, Hamel, Schleiermacher
- Box 2 Sinfonische Musik (6 CDs)
  - 1945–1950 – Werke von Fortner, Thilman, Blacher, Gerster, Klebe, Finke, Henze
  - 1950–1960 – Werke von Hindemith, BA Zimmermann, Gerster, Dessau, Hartmann
  - 1960–1970 – Werke von Meyer, Yun, Fritsch, Henze, Geißler
  - 1970–1980 – Werke von Goldmann, Reimann, Krätzschmar, Müller-Siemens
  - 1980–1990 – Werke von Schnebel, Trojahn, Kochan, Lachenmann
  - 1990–2000 – Werke von Kurtág, Rihm, Henze, Herchet, Winkler
- Box 3 Angewandte Musik (10 CDs)
  - Musik für Schauspiel 1950–2000 – Werke von Orff, Lothar, Riedl, Nono, Grünauer, Goebbels, Raben, Fischer, Günther, Castorf, Marthaler
  - Musik für Schauspiel: Berliner Ensemble / Deutsches Theater – Musik aus Mutter Courage und ihre Kinder, Pauken und Trompeten, Die Tage der Kommune, Schweik im 2.Weltkrieg, Die Tage der Commune, Die schöne Helena u. a.
  - Musik für Radio 1950–2000 – Werke von Henze, BA Zimmermann, Jandl / Mayröcker, Matthus, Bredemeyer, Kagel, Katzer, Voigtländer, Schenker
  - Das Studio Akustische Kunst des WDR – Werke von Kriwet, Kagel, Fontana, Henry, Bermange, Riessler, Cage u. a.
  - Musik für Film und Fernsehen 1950–2000 – Werke von Eisler, Majewski, Kochan, Dessau, Asriel, Raben, Henze, Matthus, Sasse, Heicking, Bantzer, Knieper, Dinescu, Schneider, Glandien, Hamm, Banasik
  - Musik zu Thomas Mann Filmen – Werke von Majewski, Eisenbrenner, Wilhelm, Thomass, Ch. Brandauer
  - Kirchenmusik 1950–2000 – Werke von Bornefeld, Weismann, Reda, Collum, Pepping, Blarr, Zechlin
  - Sakraler Raum und klangliches Experiment – Werke von Otte, Schnebel, Schmidt, Finkbeiner, Hespos, Wallmann
  - Erziehung zur Musik – Tradition & Aufbruch – Genzmer: Divertimento di danza, Schwaen: König Midas, Dessau: Rummelplatz, Medek: Die betrunkene Sonne, Henze: 6 Stücke für junge Pianisten aus Pollicino
  - Erziehung zur Musik – Exploration & Innovation – Werke von Schnebel, Mack, Hespos, Kimmig, Bredemeyer, Flammer, Spahlinger, Herfert, Lange
- Box 4 Vokale Kammermusik (10 CDs)
  - Solo und Klavier 1950–1970 – Lieder von Fortner, Dessau, Eisler, Hartmann, Reutter, Blacher, Klebe, Matthus, Schwaen, Wagner-Régeny
  - Solo und Klavier 1970–2000 – Bialas, Katzer, Schenker, Rihm, wölfi-liederbuch, Killmayer, Bredemeyer
  - Jenseits des Gesangs – Werke von Schnebel, Hirsch, Hölszky, Schöllhorn, Dessau, Pastior, Bauckholt, Katzer, Buchholz, Ruzicka, Reimann, Müller-Siemens, Eggert, Pintscher
  - Vokale Virtuosität – Dessau, Schnebel, M. Schubert, Schenker, Bose, Kalitzke, Ferneyhough
  - Sprachkomposition – Werke von Kagel, Spahlinger, Globokar, Allende-Blin, Hespos, Barlow, Stelzenbach / Hoyer, Heisig
  - Solo und Ensemble 1950–1970 – Klebe, Blacher, Dessau, Henze, Reimann, Zender, Medek
  - Solo und Ensemble 1970–2000 – Goldmann, Pagh-Paan, Neubert, Hamel, Bose, Seither, Monad's face
  - Dietrich Fischer-Dieskau – Lieder von Blacher, Reutter, Fortner, Dessau, Henze, Reimann, Rihm, Matthus, Eisler
  - Kammerchor 1950–2000 – Werke von Hindemith, Blacher, Domhardt, Koerppen, Schmidt, Hölszky, Schwehr, K. Huber
  - Schola Cantorum – Werke von Nono, Dittrich, Spahlinger, Ligeti, Schnebel, Pagh-Paan, Walter, Hidalgo, Bauckholt,
- Box 5 Oper, Operette, Musical (9 CDs)
  - Nach obszönen Inanspruchnahmen ein neuer Anfang? – Oper 1945–1953 – Werke von Hartmann, Orff, Dessau, Henze, Blacher
  - Neue Harmonien – Oper 1948-1962 – Werke von Strauss, Orff, Fortner, Henze, Wagner-Régeny, Gerster, Hindemith
  - Aufbrüche und Revolten – Oper 1961–1971 – Werke von Henze, Matthus, BA Zimmermann, Kagel
  - Zerbrochene Idyllen – Oper 1966–1973 – Werke von U. Zimmermann, Blacher, Matthus, Geißler
  - Alte Texte, neue Weisen – Oper 1975–1980 – Werke von Reimann, Rihm, Rosenfeld
  - Nach- und Nachtgesänge – Oper 1977–1987 – Werke von Kirchner, U. Zimmermann, Matthus, W. Zimmermann, Rihm
  - Irrenoffensive – Oper 1990–1996 – Werke von Trojahn, Glanert, Eggert, Oehring, Goebbels
  - Operette & Musical 1950–1976 – Ausschnitte von Das Feuerwerk, Geliebte Manuela, Doktor Eisenbart, Madame Scandaleuse, Messeschlager Gisela, Millionen für Penny, Lola Blau, Die Bauernoper, Casanova
  - Operette & Musical 1977–2000 – Ausschnitte von Das Wirtshaus im Spessart, Tell, The Black Rider, Das Wunder von Neukölln, Ludwig II
- Box 6 Oper (Porträt) (7 CDs)
  - Hamburgisches Staatsoper – Werke von Ernst Krenek, Hans Werner Henze, Udo Zimmermann, Wolfgang Rihm, Alfred Schnittke
  - Deutsche Staatsoper Berlin – Werke von Paul Dessau, Werner Egk, Ernst Hermann Meyer, Paul Dessau, Friedrich Goldmann, Friedrich Schenker, Siegfried Matthus, Elliot Carter.
  - Münchener Biennale – Werke von Adriana Hölszky, Hans-Jürgen von Bose, Claus-Steffen Mahnkopf, Babette Koblenz
  - Künstlerdramen – Werke von Alfred Schnittke, Friedrich Schenker, Walter Thomas Heyn, Peter Ruzicka, Dieter Schnebel.
  - Musikalische Komödien – Werke von Boris Blacher, Giselher Klebe, Georg Katzer, Reiner Bredemeyer, Detlev Glanert
  - Schöpfung und Erschöpfung – Werke von Mauricio Kagel, Karlheinz Stockhausen
  - Oper für Kinder – Werke von Kurt Schwaen, Joachim Werzlau, Violeta Dinescu, Wilfried Hiller
- Box 7 Experimentelles Musiktheater (7 CDs)
  - Funkoper – Werke von Henze, Reutter, Zillig, Zechlin, Engelmann, Schenker, Tsangaris
  - Meta-Oper – Werke von Ligeti, Kagel, Cage
  - Instrumentales Theater 1964–1981 – Werke von Kagel, Katzer, Schenker, Hespos
  - Instrumentales Theater 1984–2000 – Werke von Stäbler, Wallmann, Schnebel, Bauckholt, Goebbels
  - Visible Music – Werke von Schnebel, Kagel, Richter de Vroe, Oehring / ter Schiphorst, Riedl, Julius, J. Ullmann
  - Fluxus-Happening-Performance – Werke von Young, Patterson, Ligeti, Paik, Vostell, Beuys, Heisig, Stäbler, Sistermanns
  - Instrumentales Laboratorium – Werke von Schnebel, Kubisch, Tsangaris, Raecke, Johansson, Fuchs, Stache, Schielien, Oldörp
- Box 8 Konzerte (6 CDs)
  - Konzerte 1950–1960 – Werke von Cilensek, Finke, Liebermann, Zimmermann, Klebe
  - Konzerte 1960–1970 – Werke von Baur, Zechlin, Ligeti, Lachenmann, Rosenfeld
  - Konzerte 1970–1985 – Werke von Blacher, Dittrich, Genzmer, Müller-Siemens, Schmidt
  - Konzerte 1985–2000 – Werke von Bredemeyer, Bose, Kirchner, Schleiermacher, Mundry
  - Stücke für Ensemble – Werke von Hartmann, Rihm, Katzer, Wolschina, Franke, Poppe
  - Masse und Individuum – Werke von Goldmann, Keller, Globokar, Riehm
- Box 9 Tanztheater (5 CDs)
  - Tanztheater 1948–1975 – Werke von Werner Egk, Boris Blacher, Hans Werner Henze, Bernd Alois Zimmermann, Siegfried Matthus, Gerald Humel, George Katzer
  - Tanztheater 1975–2000 – Werke von Peer Raben, Hans Werner Henze, Hans-Jürgen von Bose, Wolfgang Rihm, Kurt Schwertsik, Udo Zimmermann
  - Tanztheater – Spuren der Antike – Werke von Boris Blacher, Victor Bruns, Hans Werner Henze, Erhard Grosskopf, Gerald Humel
  - Tanztheater – Motive der Weltliteratur – Werke von Bernd Alois Zimmermann, Johannes Fritsch, Alfred Schnittke, Friedbert Wissmann, Helmut Oehring
  - Ballet Imaginaire – Werke von Wolfgang Fortner, Manfred Schubert, Tilo Medek, Frank Michael Beyer, Günter Bialas, Theo Brandmüller,
- Box 10 Chorgesang mit Orchester (6 CDs)
  - Chorgesang mit Orchester 1948–1970 – Werke von Fortner, Meyer, Beyer, Wagner-Régeny, BA Zimmermann
  - Chorgesang mit Orchester 1970–1990 – Werke von Ligeti, Dessau, Kunad, Huber, Riehm
  - Chorgesang mit Orchester 1990–2000 – Werke von Huber, Thiele, Schenker, Schnebel
  - Geistliche Oratorien – Werke von Driessler, David, U. Zimmermann, Neubert, Zender, Müller-Hornbach
  - Messe & Totenmesse – Werke von Mauersberger, Schweinitz, Schnebel, Kirchner, Pärt, Reimann
  - Politische Oratorien – Werke von Blacher, Dessau, Hartmann, Henze, Hufschmidt, Wagner-Régeny, Dessau, Henze, Hufschmidt
- Box 11 Moderne Ensembles (8 CDs)
  - Moderne Ensembles 1950–1970 – Werke von Stockhausen, Wagner-Régeny, Fortner, Brün, Dessau, Goldmann, Heider, Wolpe
  - Moderne Ensembles 1970–1990 – Werke von Kagel, Bredemeyer, Dittrich, Höller, W. Zimmermann, Huber, Richter de Vroe, Henze
  - Moderne Ensembles 1990–2000 – Werke von Schlünz, Haas, Katzer, Mahnkopf, Birkenkötter, Kats-Chernin
  - Musikfabrik – Werke von Stäbler, Huber, Kagel, Ayres
  - Spielformen der Improvisation – Werke von Stockhausen, Hespos, Keller, Stahnke, Phosphor, Zender
  - Ensemble Modern – Werke von Goldmann, Spahlinger, Pintscher, Huber
  - Gruppe Neue Musik Hanns Eisler – Werke von Goldmann, Bredemeyer, Schmidt, Schenker, Rihm, Franke, Yun
  - Ensemble Recherche – Werke von Rihm, Feldman, Ferneyhough, Sciarrino, Lachenmann, Schnebel, Pesson, Spahlinger, K. Huber, Pagh-Paan
- Box 12 Sologesang mit Orchester (5 CDs)
  - Musik und Dichtung: das Beispiel Paul Celan – Werke von Tilo Medek, Wolfgang Rihm, Paul-Heinz Dittrich, Peter Ruzicka, Michael Denhoff, Johannes Kalitzke, Gerhard Stäbler, Aribert Reimann
  - Orchesterlied – Werke von Hans Werner Henze, Wilhelm Killmayer, Siegfried Matthus, Hanns Eisler, Ernst Hermann Meyer, Aribert Reimann, Manfred Trojahn, Reiner Bredemeyer
  - Sologesang mit Orchester, 1950–1975 – Werke von Karl Amadeus Hartmann, Hanns Eisler, Hermann Reutter, Günter Kochan, Bernd Alois Zimmermann
  - Sologesang mit Orchester, 1975–2000 – Werke von Gerhard Rosenfeld, Wolfgang Rihm, Hans-Jürgen von Bose, Heinz Winbeck, Moritz Eggert, Lothar Voigtländer, Bernd Franke
  - Sprachexperimente – Werke von Wolfgang Fortner, Paul-Heinz Dittrich, Hanspeter Kyburz, Carola Bauckholt, Nicolaus Richter de Vroe
- Box 13 Musik für Soloinstrumente (7 CDs)
  - Musik für Soloinstrumente 1950–1965 – Werke von Wagner-Régeny, BA Zimmermann, Klebe, Zechlin, Stockhausen, Baur, Heider, U. Zimmermann, Kagel
  - Musik für Soloinstrumente 1965–1980 – Werke von Lachenmann, Globokar, Dietrich, Schmidt, Bose, W. Zimmermann, Krätzschmar
  - Musik für Soloinstrumente 1980–1990 – Werke von Schenker, Hölszky, Pagh-Paan, Herchet, Riehm, Huber
  - Musik für Soloinstrumente 1990–2000 – Werke von Jentzsch, Pagh-Paan, Voigtländer, Mainka / Lorenz, Huber, Ferneyhough, Oehring, Stache, Gerhardt
  - Klaviermusik – Moderne Traditionen – Werke von Fortner, Medek, Ligeti, Dinecu, Goldmann, Henze
  - Experimentelle Klaviermusik – Werke von Werke von Raecke, Lachenmann, Keller, Stäbler, Kagel, Hoyer, Barlow
  - Musik für Orgel – Werke von Werke von Zacher, Ligeti, Allende-Blin, Hespos, Bares, Herchet, Goldmann, Winkler
- Box 14 Traditionelle Ensembles (7 CDs)
  - Traditionelle Ensembles 1950–1970 – Werke von Hans Werner Henze, Georg Trexler, Gerhard Wohlgemuth, Jurg Baur, Bernd Alois Zimmermann, Gyorgy Ligeti
  - Traditionelle Ensembles 1970–1990 – Werke von Georg Katzer, Karl Holler, Wilfried Krätzschmar, Gunter Bialas, Lutz Glandien, Ulrich Leyendecker
  - Traditionelle Ensembles 1990–2000 – Werke von York Holler, Steffen Schleiermacher, Cornelius Schwehr, Walter Zimmermann, Detlev Glanert, Robert HP Platz, Rolf Riehm
  - Musikalische Reverenzen, die Wiener Schulen – Werke von Günther Becker, Alfred Schnittke, Jurg Baur, Moritz Eggert, Helge Jorns, Klaus K. Hubler, Dieter Schnebel, Reinhard Wolschina
  - Wider den Strich – Werke von Ernstalbrecht Stiebler, Paul Heinz Dittrich, Franz-Martin Olbrisch, Helmut Oehring, Orm Finnendahl
  - Wittener Tage für neue Kammermusik – Werke von Morton Feldman, Wilfried Jentzsch, Alfred Schnittke, Georg Kroll, Hans-Joachim Hespos, Jakob Ullmann, György Kurtág, Gerard Grisey, Matthias Pintscher, Robert HP Platz
  - Spiel, Kritik, Parodie – Werke von Erhard Karkoschka, Vinko Globokar, Theo Brandmüller, Georg Katzer, Reiner Bredemeyer, Michael Reudenbach
- Box 15 Orchesterstücke (5 CDs)
  - Orchesterstücke 1950–1975 – Werke von Klebe, Blacher, Kochan, Engelmann, Bredemeyer, Treibman, Killmayer
  - Orchesterstücke 1975–2000 – Werke von Spahlinger, Trojahn, Rihm, Febel, Zapf, Widman
  - Musik und Malerei – Werke von Denhoff, Matthus, Kalitzke, Rihm
  - Bach-Händel-Schütz-Hommagen 1985 – Werke von Döhl, Halffter, Goldmann, Schnittke
  - Unterhaltende Sinfonik – Werke von Fischer, Wehding, Grothe, Stiel, Pauol, Walter, Bruchman, Rosenfeld, Sommerlatte, Böttcher, Allihn, Gatzka, Bund, Haentzschel, Eisbrenner, Grafe, Bochmann, Asriel
- Box 16 Musik für Chöre (5 CDs)
  - Rundfunkchöre 1950–1975 – Werke von Schönberg, Dessau, Kochan, Nono, Weismann, Bussotti, Kagel, Medek
  - Rundfunkchöre 1975–2000 – Werke von Rosenfeld, Zinsstag, Schlünz, Bhagwati, Birtwistle, Huber
  - Chormusik a cappella 1950–1975 – Werke von Reda, Pepping, Strohbach, Stockhausen, Genzmer, David, HW Zimmermann, Asriel, Lischka, Matthus, Golle
  - Chormusik a cappella 1950–2000 – Werke von Hessenberg, Killmayer, Voigtländer, Koerppen, Erdmann, Bialas, Kalmer, Buchenberg, Hartl, Franke,
  - Knabenchöre – Werke von Vogt, Strohbach, Gunsenheimer: Die Heilung des Blinden, Koerppen, Ratzinger, E. Mauersberger, Baumann
- Box 17 Elektroakustische Musik (6 CDs)
  - Musik für Tonband 1950–2000 – Werke von Riedel, Blacher, Humpert, Matthus, Barlow, Katzer, Obst, Reith, Glandien
  - Studio für Elektronische Musik des WDR Köln – Werke von Schütz, Eimert / Beyer, Krenek, Kagel, Biel, Eötvös
  - Komponierte Zeitgeschichte – Werke von Kriwet, Fritsch, Katzer, Wallmann
  - Das Experimentalstudio des SWR – Werke von Halffter, Ferneyhough, Nono, Schnebel, Dittrich
  - Live-Elektronik – Werke von Stockhausen, Höller, Oehring&Göritz, Hoyer, Tutschku
  - Studioproduktionen – Werke von Brün, Kagel, Koenig, Henry, Jentzsch, Schäfer, Brümmer
- Box 18 Jazz (7 CDs)
  - Big Bands 1950–1970
  - Combo-Jazz 1970–2000
  - Solo Und Duo 1970–2000
  - Jazz In Neuer Musik
  - Neue Musik Im Jazz
  - Free Jazz West
  - Free Jazz Ost
- Box 19 Populäre Musik (8 CDs)
  - 50er Jahre – Schlager & Rock'n Roll
  - 60er Jahre – Beat, Pop & Rock
  - 70er Jahre – Krautrock & Co
  - 80er Jahre – NDW, Punk & Rock
  - 90er Jahre
  - 2000er Jahre – Indie & Mainstream
  - Elektronische Popmusik – Deutschland tanzt
  - Volksmusik in Jeans